# Cúp Liên đoàn các châu lục 1999
Cúp Liên đoàn các châu lục 1997 là Cúp Liên đoàn các châu lục lần thứ tư, được diễn ra ở México từ 24 tháng 7 đến 4 tháng 8 năm 1999. Chủ nhà México là đội vô địch sau khi vượt qua đương kim vô địch Brasil 4–3 ở trận chung kết.

## Các đội giành quyền tham dự
| Đội         | Liên đoàn | Tư cách tham dự                           | Ngày vượt qua vòng loại | Các lần tham dự trước |
| ----------- | --------- | ----------------------------------------- | ----------------------- | --------------------- |
| México      | CONCACAF  | Chủ nhà và vô địch Cúp Vàng CONCACAF 1998 | 15 tháng 2 năm 1998     | 3rd                   |
| Brasil      | CONMEBOL  | Á quân World Cup 19981                    | 30 tháng 6 năm 1998     | 2nd                   |
| Đức         | UEFA      | Vô địch Euro 1996                         | 30 tháng 6 năm 1996     | 1st                   |
| Ả Rập Xê Út | AFC       | Vô địch Cúp bóng đá châu Á 1996           | 21 tháng 12 năm 1996    | 4th                   |
| Bolivia     | CONMEBOL  | Á quân Cúp bóng đá Nam Mỹ 1997 2          | 29 tháng 6 năm 1997     | 1st                   |
| Ai Cập      | CAF       | Vô địch Cúp bóng đá châu Phi 1998         | 28 tháng 2 năm 1998     | 1st                   |
| Hoa Kỳ      | CONCACAF  | Á quân Cúp Vàng CONCACAF 1998 3           | 15 tháng 2 năm 1998     | 2nd                   |
| New Zealand | OFC       | Vô địch Cúp bóng đá châu Đại Dương 1998   | 4 tháng 10 năm 1998     | 1st                   |

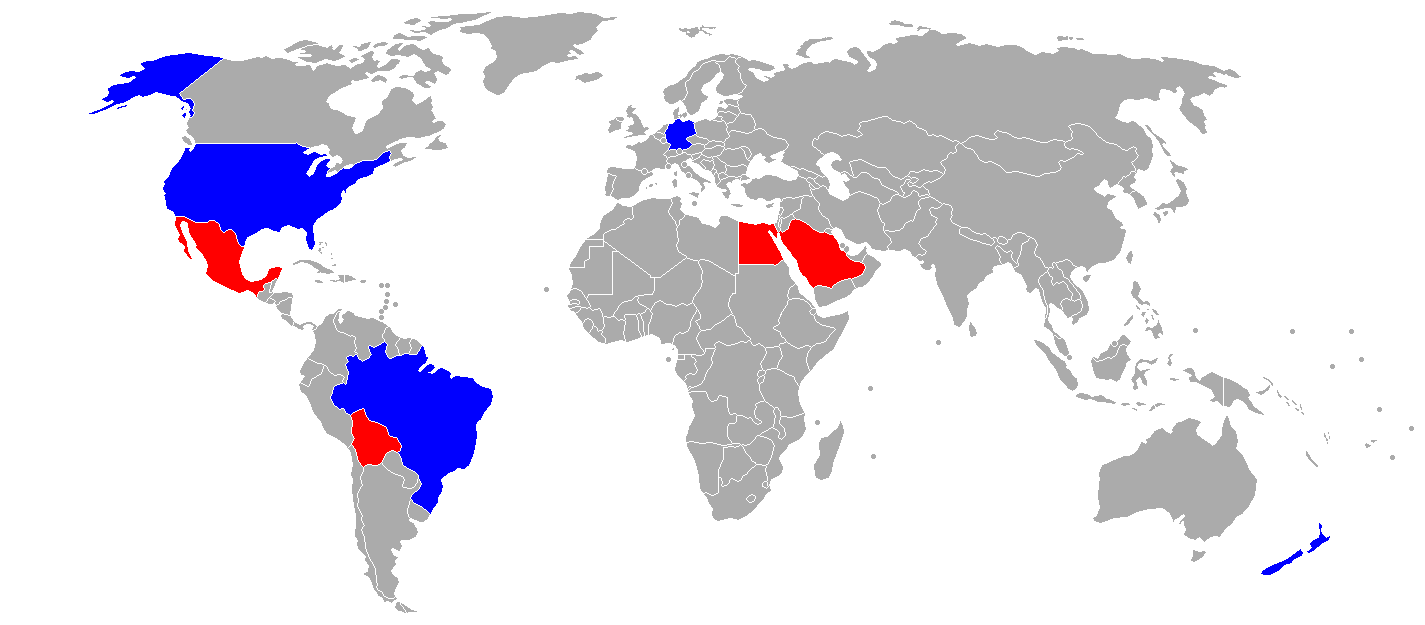
Các đội giành quyền tham dự Cúp Liên đoàn các châu lục 1999

1Pháp vô địch World Cup 1998 nhưng không tham dự.
2Bolivia được đặc cách tham dự giải đấu do Brasil đăng quang Cúp bóng đá Nam Mỹ 1997.
3Hoa Kỳ được đặc cách tham dự giải đấu do chủ nhà Mexico cũng là đội vô địch Cúp Vàng CONCACAF 1998.

## Địa điểm
Tất cả các trận đấu diễn ra ở 2 thành phố: Thành phố México và Guadalajara, Mexico.
| Thành phố México    | GuadalajaraThành phố México | Guadalajara          |
| ------------------- | --------------------------- | -------------------- |
| Sân vận động Azteca | GuadalajaraThành phố México | Sân vận động Jalisco |
| Sức chứa: 115.000   | GuadalajaraThành phố México | Sức chứa: 66.700     |
|                     | GuadalajaraThành phố México |                      |

## Danh sách trọng tài
| CAF - Coffi Codjia (Bénin) AFC - Kim Young-Joo (Hàn Quốc) UEFA - Anders Frisk (Thụy Điển) | CONCACAF - Gilberto Alcala (México) - Brian Hall (Hoa Kỳ) CONMEBOL - Ubaldo Aquino (Paraguay) - Óscar Ruiz (Colombia) |

## Vòng bảng

### Bảng A
| Đội         | Tr | T | H | B | BT | BB | HS | Đ |
| ----------- | -- | - | - | - | -- | -- | -- | - |
| México      | 3  | 2 | 1 | 0 | 8  | 3  | +5 | 7 |
| Ả Rập Xê Út | 3  | 1 | 1 | 1 | 6  | 6  | 0  | 4 |
| Bolivia     | 3  | 0 | 2 | 1 | 2  | 3  | −1 | 2 |
| Ai Cập      | 3  | 0 | 2 | 1 | 5  | 9  | −4 | 2 |

| Bolivia                    | 2–2      | Ai Cập                |
| -------------------------- | -------- | --------------------- |
| Gutiérrez 21' · Ribera 40' | Chi tiết | Sabry 8' · Radwan 63' |

| México                                  | 5–1      | Ả Rập Xê Út           |
| --------------------------------------- | -------- | --------------------- |
| Blanco 12', 19', 68', 77' · Abundis 21' | Chi tiết | Al-Temyat 62' (ph.đ.) |

| Ả Rập Xê Út | 0–0      | Bolivia |
| ----------- | -------- | ------- |
|             | Chi tiết |         |

| México                  | 2–2      | Ai Cập                         |
| ----------------------- | -------- | ------------------------------ |
| Pardo 15' · Abundis 26' | Chi tiết | A. Hassan 79' · S. Ibrahim 85' |

| Ai Cập                 | 1–5      | Ả Rập Xê Út                                   |
| ---------------------- | -------- | --------------------------------------------- |
| S. Ibrahim 70' (ph.đ.) | Chi tiết | Al-Otaibi 8', 34', 78', 85' · Al-Shahrani 64' |

| México       | 1–0      | Bolivia |
| ------------ | -------- | ------- |
| Palencia 52' | Chi tiết |         |

### Bảng B
| Đội         | Tr | T | H | B | BT | BB | HS | Đ |
| ----------- | -- | - | - | - | -- | -- | -- | - |
| Brasil      | 3  | 3 | 0 | 0 | 7  | 0  | +7 | 9 |
| Hoa Kỳ      | 3  | 2 | 0 | 1 | 4  | 2  | +2 | 6 |
| Đức         | 3  | 1 | 0 | 2 | 2  | 6  | −4 | 3 |
| New Zealand | 3  | 0 | 0 | 3 | 1  | 6  | −5 | 0 |

| Brasil                                                  | 4–0      | Đức |
| ------------------------------------------------------- | -------- | --- |
| Zé Roberto 62' · Ronaldinho 72' (ph.đ.) · Alex 86', 87' | Chi tiết |     |

| New Zealand    | 1–2      | Hoa Kỳ                     |
| -------------- | -------- | -------------------------- |
| Zoricich 90+3' | Chi tiết | McBride 25' · Kirovski 58' |

| Đức                      | 2–0    | New Zealand |
| ------------------------ | ------ | ----------- |
| Preetz 6' · Matthäus 33' | Report |             |

| Brasil         | 1–0      | Hoa Kỳ |
| -------------- | -------- | ------ |
| Ronaldinho 13' | Chi tiết |        |

| Hoa Kỳ                | 2–0      | Đức |
| --------------------- | -------- | --- |
| Olsen 23' · Moore 50' | Chi tiết |     |

| New Zealand | 0–2      | Brasil                              |
| ----------- | -------- | ----------------------------------- |
|             | Chi tiết | Marcos Paulo 45+2' · Ronaldinho 88' |

## Vòng đấu loại trực tiếp
|  | Bán kết                      | Bán kết |                              |   | Chung kết | Chung kết |
|  |                              |         |                              |   |           |           |
|  | 1 tháng 8 - Thành phố México |         |                              |   |           |           |
|  |                              |         |                              |   |           |           |
|  | México (h.p.)                | 1       |                              |   |           |           |
|  | México (h.p.)                | 1       | 4 tháng 8 - Thành phố México |   |           |           |
|  | Hoa Kỳ                       | 0       |                              |   |           |           |
|  | Hoa Kỳ                       | 0       | México                       | 4 |           |           |
|  | 1 tháng 8 - Guadalajara      |         | México                       | 4 |           |           |
|  |                              | Brasil  | 3                            |   |           |           |
|  | Brasil                       | Brasil  | 3                            | 8 |           |           |
|  | Brasil                       |         |                              | 8 |           |           |
|  | Ả Rập Xê Út                  | 2       |                              |   |           |           |
|  | Ả Rập Xê Út                  | 2       | Tranh hạng ba                |   |           |           |
|  |                              |         |                              |   |           |           |
|  | 3 tháng 8 - Guadalajara      |         |                              |   |           |           |
|  |                              |         |                              |   |           |           |
|  | Hoa Kỳ                       | 2       |                              |   |           |           |
|  | Hoa Kỳ                       | 2       |                              |   |           |           |
|  | Ả Rập Xê Út                  | 0       |                              |   |           |           |

### Bán kết
| México     | 1–0 (s.h.p.) | Hoa Kỳ |
| ---------- | ------------ | ------ |
| Blanco 97' | Chi tiết     |        |

| Brasil                                                                                  | 8–2      | Ả Rập Xê Út        |
| --------------------------------------------------------------------------------------- | -------- | ------------------ |
| João Carlos 8' · Ronaldinho 11', 65', 90+2' · Zé Roberto 33' · Alex 36', 86' · Roni 62' | Chi tiết | Al-Otaibi 22', 31' |

## Tranh hạng ba và chung kết
Tranh hạng ba
| Hoa Kỳ                  | 2–0      | Ả Rập Xê Út |
| ----------------------- | -------- | ----------- |
| Bravo 27' · McBride 78' | Chi tiết |             |

### Chung kết
| México                                     | 4–3      | Brasil                                           |
| ------------------------------------------ | -------- | ------------------------------------------------ |
| Zepeda 13', 51' · Abundis 28' · Blanco 62' | Chi tiết | Serginho 43' (ph.đ.) · Roni 47' · Zé Roberto 63' |

## Giải thưởng
| Quả bóng vàng     | Chiếc giày vàng   | Đội đoạt giải phong cách |
| ----------------- | ----------------- | ------------------------ |
| Ronaldinho        | Ronaldinho        | Brasil · New Zealand     |
| Quả bóng bạc      | Chiếc giày bạc    |                          |
| Cuauhtémoc Blanco | Cuauhtémoc Blanco |                          |
| Quả bóng đồng     | Chiếc giày đồng   |                          |
| Marzouq Al-Otaibi | Marzouq Al-Otaibi |                          |

## Danh sách cầu thủ ghi bàn
6 bàn
- Cuauhtémoc Blanco
- Marzouq Al-Otaibi
- Ronaldinho

4 bàn
- Alex

3 bàn
- José Manuel Abundis
- Zé Roberto

2 bàn
- Brian McBride
- Miguel Zepeda
- Rôni
- Samir Ibrahim

1 bàn
| - Limberg Gutiérrez - Renny Ribera - Marcos Paulo - João Carlos - Serginho - Abdel Sattar Sabry - Radwan Yasser | - Ahmed Hassan - Michael Preetz - Lothar Matthäus - Nawaf Al-Temyat - Ibrahim Al-Shahrani - Pável Pardo - Francisco Palencia | - Chris Zoricich - Jovan Kirovski - Ben Olsen - Joe-Max Moore - Paul Bravo |